# Montmotier
Montmotier ist eine französische Gemeinde mit 34 Einwohnern (Stand 1. Januar 2022) im Département Vosges in der Region Grand Est. Sie gehört zum Arrondissement Épinal und zum Gemeindeverband Épinal.

## Geografie
Die Gemeinde Montmotier befindet sich auf einer Höhe von 340 m über dem Meeresspiegel, neun Kilometer südwestlich von Bains-les-Bains im äußersten Süden Lothringens an der Grenze zur Region Bourgogne-Franche-Comté, großräumiger gesehen in der Mitte des Dreiecks Vittel-Épinal-Vesoul in der Landschaft Vôge. Das kleine Dorf liegt am Rand eines Plateaus nördlich des Tals des Côney und südlich der Waldhöhen des Grand Bois.
Die Fläche des 4,28 km² großen Gemeindegebietes umfasst einen Abschnitt in der gewellten Landschaft östlich des oberen Saônetals. Die südliche Grenze bildet stets der Côney, der hier mehrere Flussschleifen zeichnet und für die Entwässerung nach Südwesten zur Saône sorgt. Parallel nördlich des Flusses verläuft die Wasserstraße des Canal des Vosges. Im Bereich der Gemeinde befinden sich zwei Kanalschleusen (Montmoutier und Gros Moulin) mit jeweils 3,10 m Hubhöhe. Die Alluvialniederung des Côney liegt durchschnittlich auf 250 m und weist eine Breite von maximal 300 Metern auf.
Vom Flusstal erstreckt sich das Gemeindeareal nordwärts über einen Steilhang auf das angrenzende landwirtschaftlich genutzte Plateau, das eine Höhe von 290 m erreicht. Weiter nach Norden dominieren ausgedehnte Waldungen (Bois de Montroche), an denen die Gemeinde Montmotier einen Anteil von etwa 50 Hektar hat. In geologisch-tektonischer Hinsicht besteht das Gelände aus Buntsandstein der unteren Trias. Die westliche Abgrenzung zur Gemeinde Ambiévillers verläuft teils entlang dem Ruisseau de la Fresse und dessen Zufluss Ruisseau du Bon Vin. Das Talsystem mündet im Bereich der Schleuse Gros Moulin in den Canal des Vosges. Das Mühlenwehr der Gros Moulin staut den Côney zu einem ca. 5 ha großen See an.
Nachbargemeinden von Montmotier sind Fontenoy-le-Château im Norden, Osten und Süden sowie Ambiévillers im Westen.

## Geschichte
Der Ort lag lange im Gebiet der Terres surséance, das seit Jahrhunderten von der Grafschaft Burgund und dem Herzogtum Lothringen beansprucht wurde. Von 1508 an gab es mehrere Verträge zur Zugehörigkeit des Landstrichs. Erst mit dem Vertrag von Besançon zwischen Louis XIV. und Herzog Leopold von Lothringen, unterzeichnet am 25. August 1704, wurde die Grenze endgültig festgelegt. Montmotier kam mit einigen weiteren Dörfern nach Lothringen, während Fougerolles französisch wurde.

### Bevölkerungsentwicklung
Mit 34 Einwohnern (1. Januar 2022) gehört Montmotier zu den kleinsten Gemeinden des Départements Vosges. Seit den 1970er Jahren wurden nur noch relativ geringe Schwankungen verzeichnet.
| Jahr      | 1962 | 1968 | 1975 | 1982 | 1990 | 1999 | 2006 | 2014 | 2021 |
| Einwohner | 70   | 81   | 49   | 52   | 62   | 59   | 56   | 48   | 35   |

Im Jahr 1793 zur Zeit der Gemeindegründung wurde mit 199 Bewohnern die bisher höchste Einwohnerzahl ermittelt. Die Zahlen basieren auf den Daten von cassini.ehess und INSEE.

## Sehenswürdigkeiten
Zu den Sehenswürdigkeiten zählen ein Calvaire aus dem 18. Jahrhundert, ein Lavoir, das einst als Brunnen, Waschhaus und Viehtränke diente sowie ein Wasserturm.

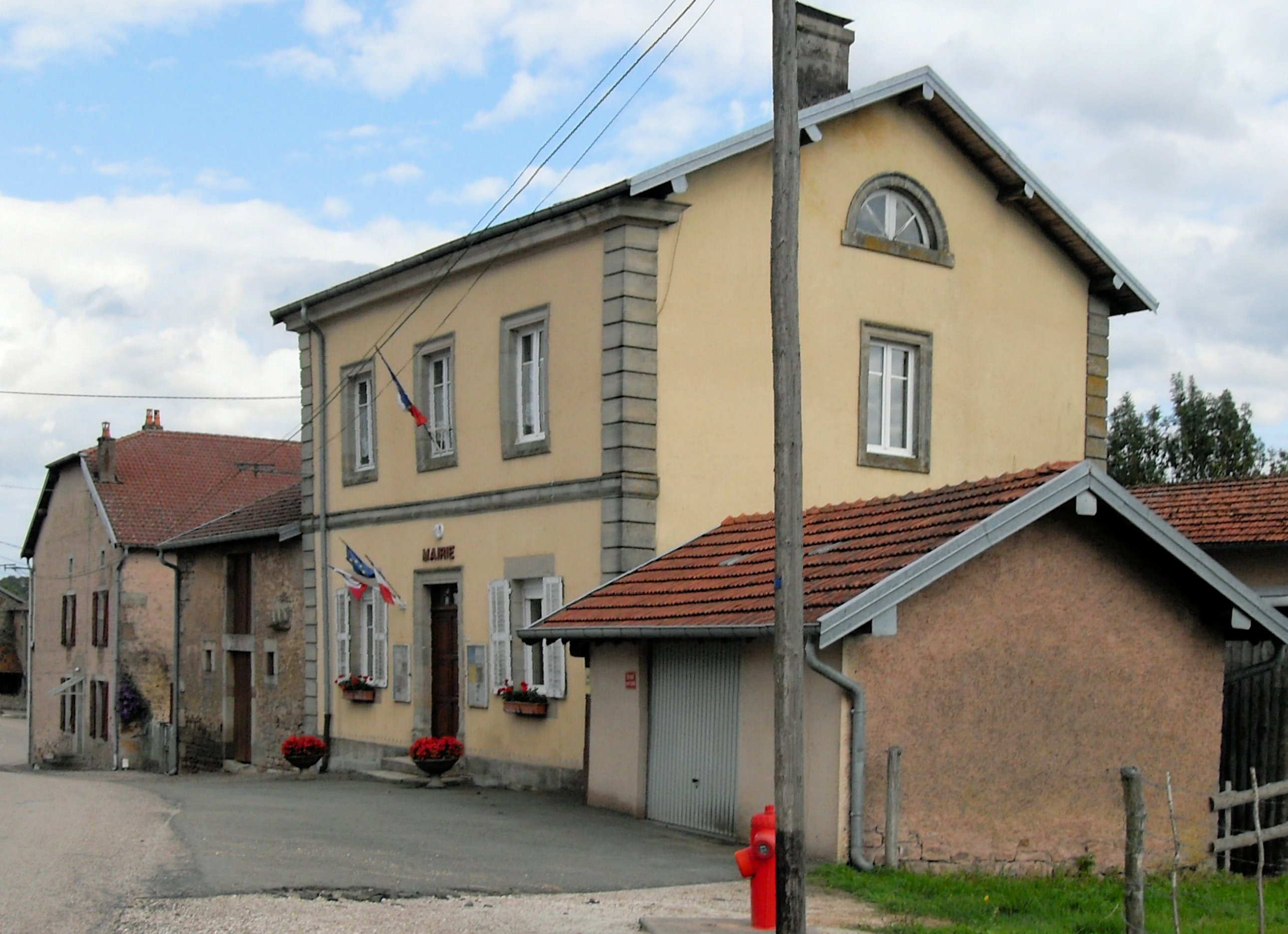
Rathaus
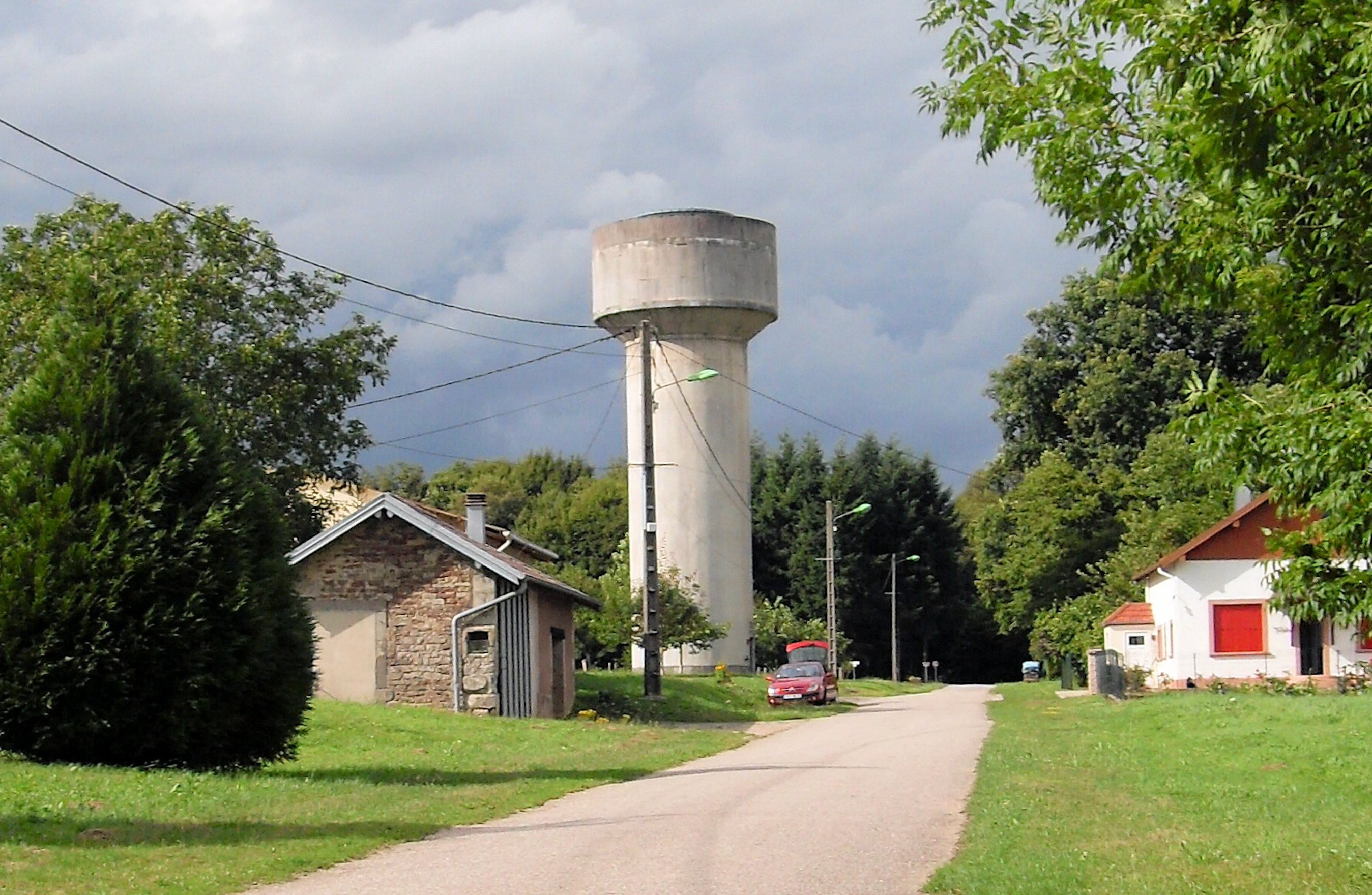
Wasserturm
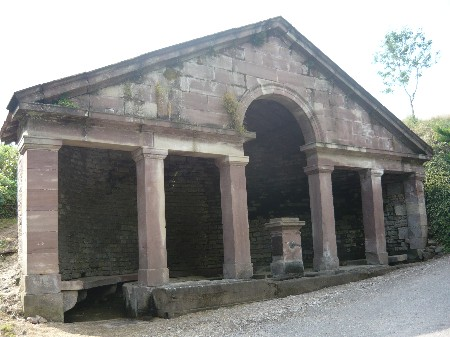
Lavoir

## Wirtschaft und Infrastruktur
Die wenigen Erwerbstätigen Montmotiers sind in der Landwirtschaft sowie kleinen Dienstleistungsbetrieben im Ort oder der näheren Umgebung beschäftigt. In der Gemeinde ist ein Viehzuchtbetrieb ansässig.
Die Gemeinde hat keine eigene Kirche. Für die Seelsorge ist die Kirche Saint Mansuy in der Nachbargemeinde Fontenoy-le-Château zuständig.
Die Fernstraße D 434 von Épinal über Xertigny, Bains-les-Bains und Vauvillers nach Vesoul führt als Hauptstraße durch Montmotier. Der nächste Bahnhof (Bains-les-Bains) liegt zehn Kilometer östlich von Montmotier.

## Belege
1. ↑  Montmotier auf vosges-archives.com (Memento des Originals vom 8. Dezember 2015 im Internet Archive)  Info: Der Archivlink wurde automatisch eingesetzt und noch nicht geprüft. Bitte prüfe Original- und Archivlink gemäß Anleitung und entferne dann diesen Hinweis. (PDF-Datei, französisch; 18 kB)
2. ↑  Montmotier auf cassini.ehess
3. ↑  Montmotier auf INSEE
4. ↑  Landwirtschaftsbetrieb auf annuaire-mairie.fr (französisch)